# 常盤駅 (山口県)
常盤駅（ときわえき）は、山口県宇部市大字西岐波字大沢にある、西日本旅客鉄道（JR西日本）宇部線の駅。

## 歴史
- 1925年（大正14年）6月1日：宇部鉄道の停留場として、床波駅 - 草江駅間に新設開業[2]。
- 1943年（昭和18年）5月1日：宇部鉄道国有化[2][3]。同時に停留場から駅に格上げされ[2]、国有鉄道宇部東線の駅となる[3]。
- 1948年（昭和23年）2月1日：宇部東線が宇部線に改称され、当駅もその所属となる[3]。
- 1971年（昭和46年）10月1日：無人駅となる[4]。
- 1987年（昭和62年）4月1日：国鉄分割民営化により西日本旅客鉄道が継承[3]。
- 2020年（令和2年）：駅舎と旧待合所が解体され、小型の待合所が設置される。

## 駅構造

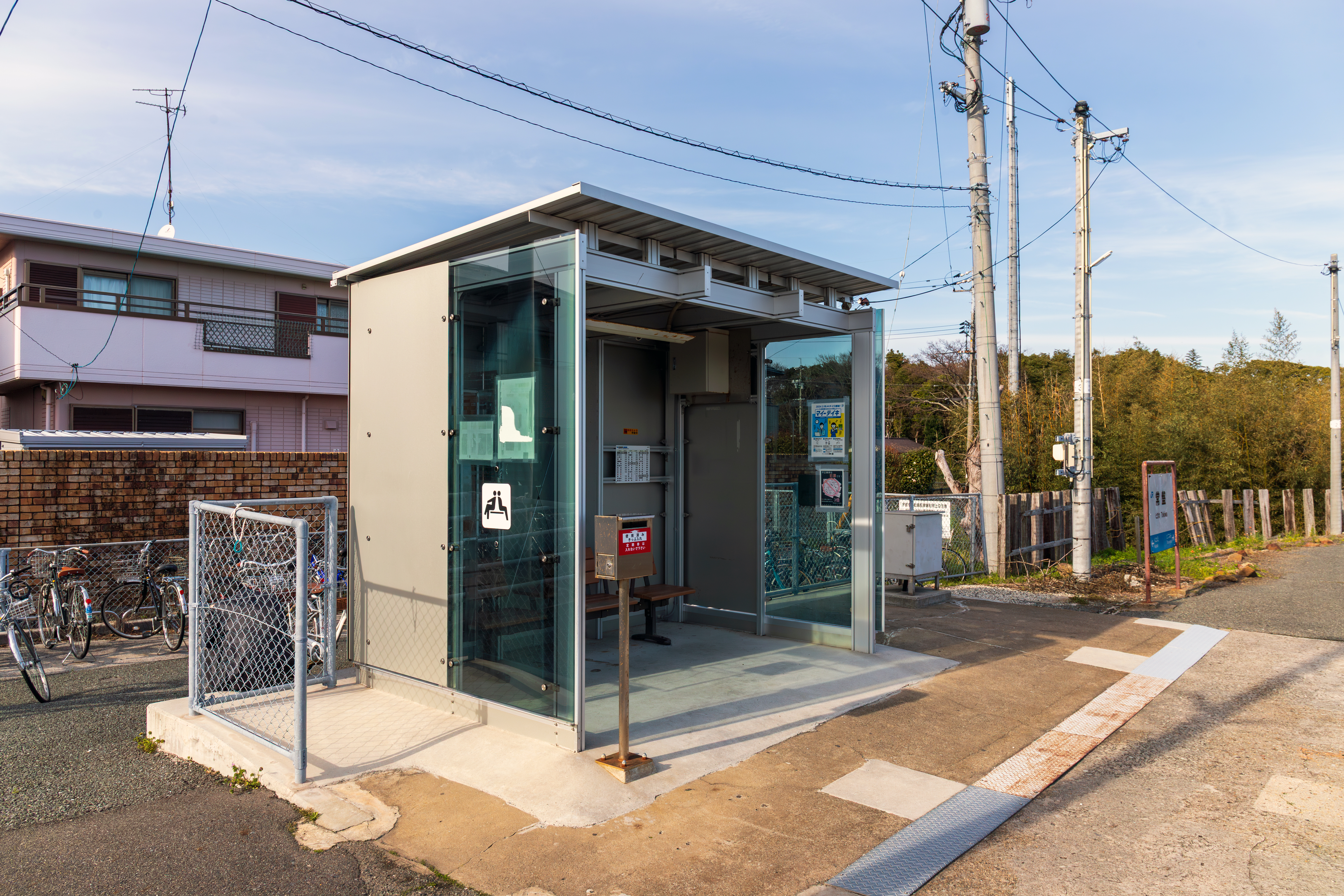
待合所（2024年3月）

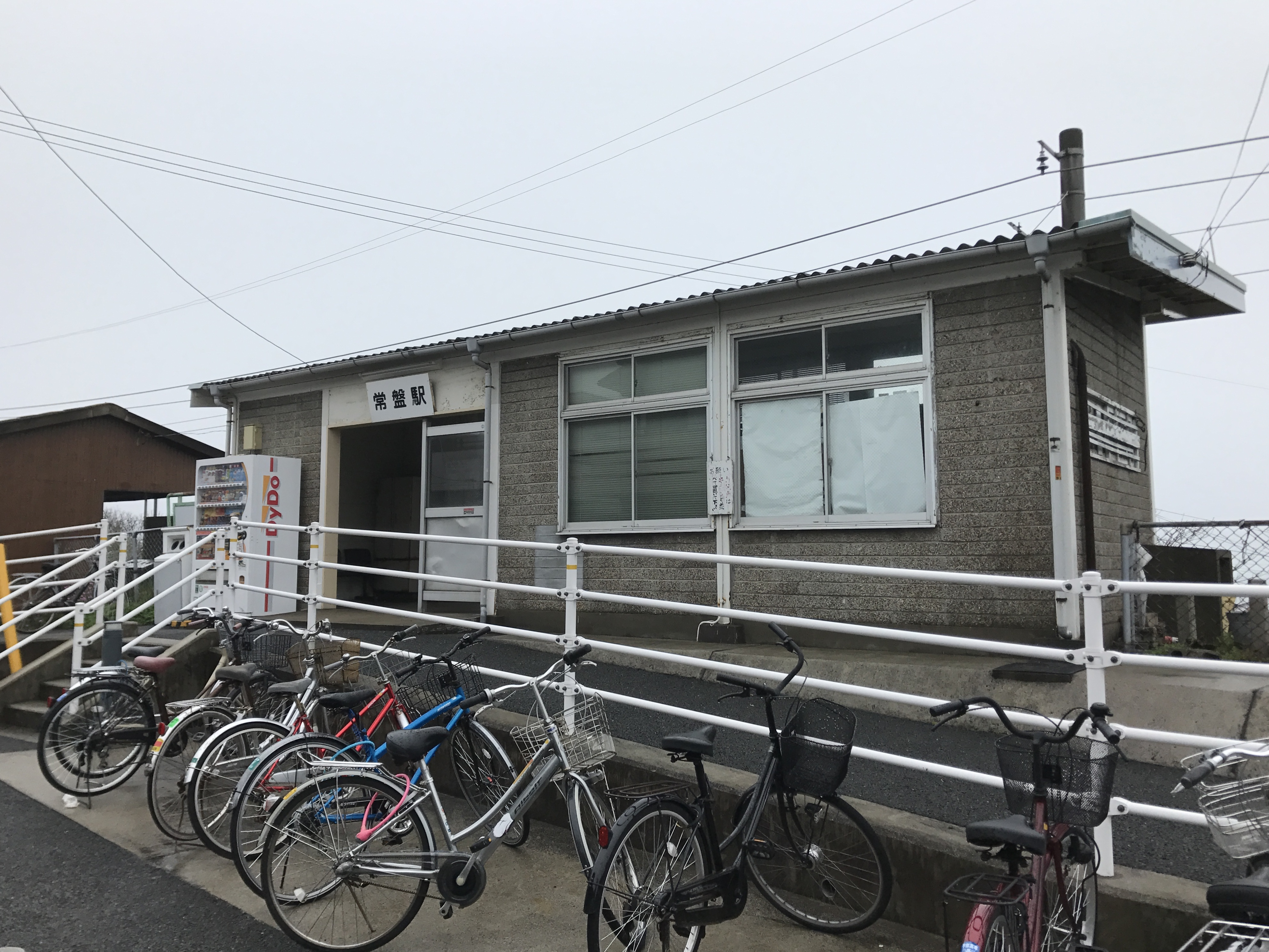
改築前の駅舎（2017年4月）

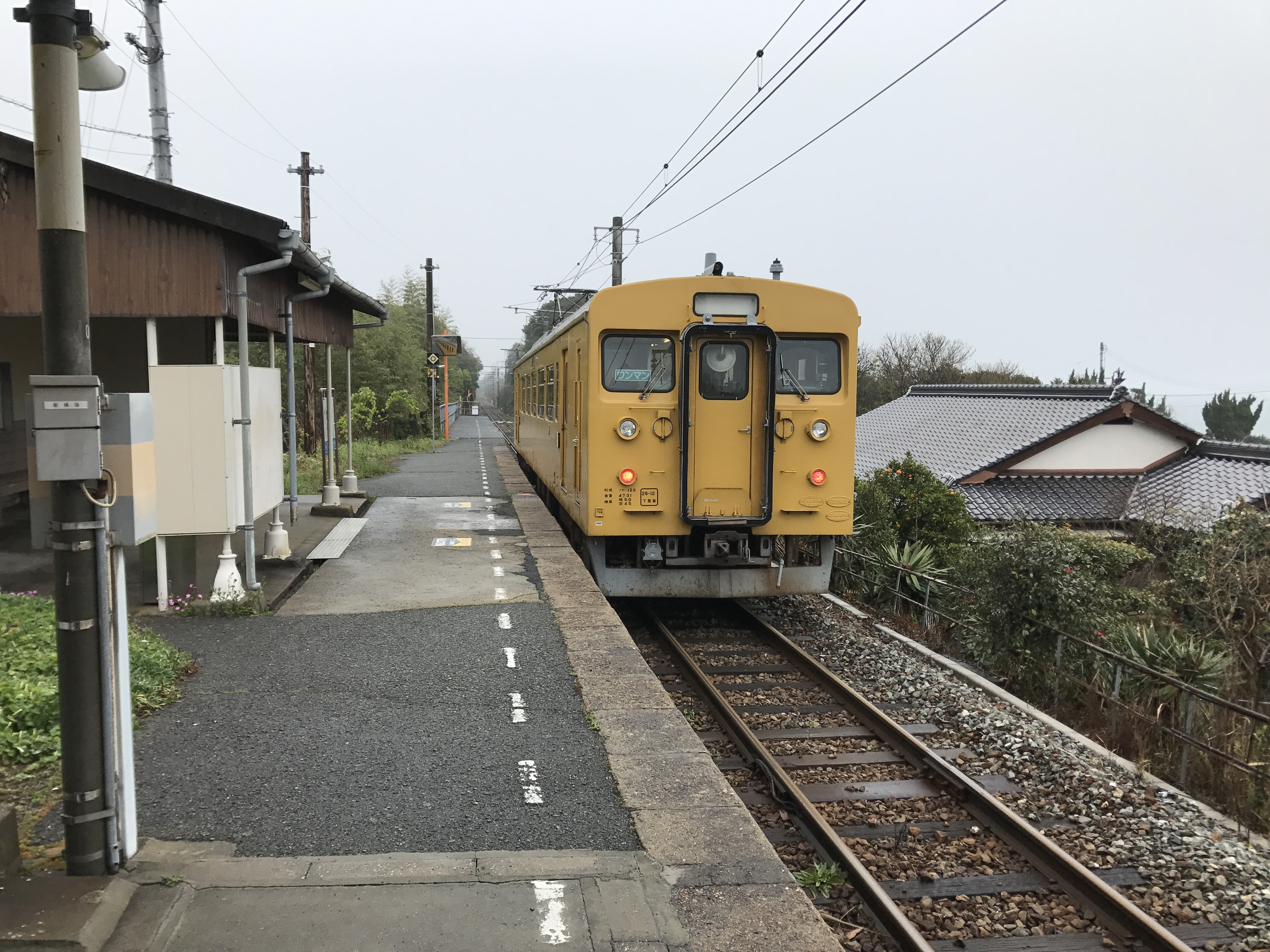
ホーム（2017年4月）

宇部新川方面に向かって右側に単式1面1線のホームを持つ地上駅（停留所）。かつては宇部新川寄りに駅舎と新山口寄りに大型の待合所を設けていたが、ともに解体された。2022年時点ではホーム上に小型の待合所があるのみとなっている。
当駅前はかつて、放置自転車の問題に悩まされたことがあった。宇部市が住民側の改善要求に応じ、コンクリート舗装の工事と駐輪場の面積拡大・照明灯の設置を行うことで駐輪可能台数は130台に増えた。なお、放置自転車は多いときで約70台あったが、2014年度は17台に減った。

## 利用状況
1日の平均乗車人員は以下の通りである。
| 乗車人員推移 | 乗車人員推移 |
| 年度         | 1日平均人数  |
| ------------ | ------------ |
| 1999         | 129          |
| 2000         | 127          |
| 2001         | 137          |
| 2002         | 125          |
| 2003         | 121          |
| 2004         | 107          |
| 2005         | 112          |
| 2006         | 111          |
| 2007         | 122          |
| 2008         | 115          |
| 2009         | 119          |
| 2010         | 123          |
| 2011         | 137          |
| 2012         | 128          |
| 2013         | 121          |
| 2014         | 120          |
| 2015         | 128          |
| 2016         | 132          |
| 2017         | 130          |
| 2018         | 128          |
| 2019         | 126          |
| 2020         | 78           |
| 2021         | 100          |
| 2022         | 102          |

## 駅周辺
海岸に近く、ホームから海が見える。山口宇部空港の滑走路が至近にあるため、飛行機の離着陸時には騒音が大きい。かつては沖合に鍋島があったが、同空港の拡張工事に伴い消滅した。
- ときわ公園
- 山口宇部道路宇部南IC
- 国道190号
- 山口県道220号宇部空港線
- 常盤海水浴場
- 宇部市立常盤小学校

## 隣の駅
西日本旅客鉄道（JR西日本）
■宇部線
床波駅 - 常盤駅 - 草江駅